# Cheilotrichia exilistyla
Cheilotrichia exilistyla là một loài ruồi trong họ Limoniidae. Chúng phân bố ở miền Tân bắc.